# Shinji Ebisawa
Shinji Ebisawa (jap. 蛯沢 伸治, Ebisawa Shinji; * 6. Januar 1977) ist ein früherer japanischer Biathlet und Skilangläufer.
Shinji Ebisawas internationale Karriere war nur von kurzer Dauer und beschränkt sich einzig auf das Jahr 2000. Zunächst gab er in Lahti sein Debüt im Biathlon-Weltcup und wurde in einem Einzel 81. Anschließend nahm er am wegen des wegen der Wetterkapriolen des Vorjahres ausgleichweise vom Holmenkollen in Oslo nach Lahti verlegten Staffelrennen im Rahmen der Biathlon-Weltmeisterschaften 2000 teil und wurde an der Seite von Yukio Mochizuki, Hironao Meguro und Kyōji Suga 17. Es folgte mit einem Sprint in Chanty-Mansijsk nur noch ein Rennen, das Ebisawa auf Platz 69 beendete. Im Januar der Jahre 2002 und 2003 folgten noch drei Rennen im Rahmen des Skilanglauf-Kontinental-Cups in Sapporo, bei denen der Japaner keinen nennenswerten Ergebnisse erreichen konnte.
2007 nahm er am 27. Sapporo International Ski Marathon teil, wo er den 3. Platz belegte.

## Biathlon-Weltcup-Platzierungen
Die Tabelle zeigt alle Platzierungen (je nach Austragungsjahr einschließlich Olympische Spiele und Weltmeisterschaften).
- 1.–3. Platz: Anzahl der Podiumsplatzierungen
- Top 10: Anzahl der Platzierungen unter den ersten zehn (einschließlich Podium)
- Punkteränge: Anzahl der Platzierungen innerhalb der Punkteränge (einschließlich Podium und Top 10)
- Starts: Anzahl gelaufener Rennen in der jeweiligen Disziplin

| Platzierung | Einzel | Sprint | Verfolgung | Massenstart | Team | Staffel | Gesamt |
| ----------- | ------ | ------ | ---------- | ----------- | ---- | ------- | ------ |
| 1. Platz    |        |        |            |             |      |         |        |
| 2. Platz    |        |        |            |             |      |         |        |
| 3. Platz    |        |        |            |             |      |         |        |
| Top 10      |        |        |            |             |      |         |        |
| Punkteränge |        |        |            |             |      | 1       | 1      |
| Starts      | 1      | 1      |            |             |      | 1       | 3      |